# Microryzomys minutus
Microryzomys minutus је врста глодара из породице хрчкова (лат. Cricetidae). 

## Распрострањење
Врста има станиште у Боливији, Венецуели, Еквадору, Колумбији и Перуу.

## Станиште
Врста Microryzomys minutus има станиште на копну.

## Начин живота
Исхрана врсте Microryzomys minutus укључује семе. 

## Угроженост
Ова врста није угрожена, и наведена је као последња брига јер има широко распрострањење.

### Популациони тренд
Популациони тренд је за ову врсту непознат.